# تشارلز بيل (عالم)
تشارلز بيل (بالإنجليزية: Charles Bell)‏ (و. 1774 – 1842 م) هو عالم تشريح، وعالم أعصاب، وجراح، وكاتب، وطبيب، وأستاذ جامعي، وطبيب أعصاب، من المملكة المتحدة، ولد في إدنبرة، وكان عضوًا في الجمعية الملكية، والأكاديمية الملكية السويدية للعلوم، توفي في ووستر، عن عمر يناهز 68 عاماً.
اشتهر تشارلز بيل باكتشاف الفرق بين الأعصاب الحسيّة والأعصاب الحركيّة في النخاع الشوكي. واشتهر أيضًا بسبب وصفه لشلل بيل والذي سُمِّي باسمه.
أشقائه الثلاثة الكبار هم روبرت بيل (1757–1816)، كاتب عدلي، وجون بيل (1763-1820) وهو جرّاح وكاتب شهير، والمحامي جورج جوزيف بيل (1770-1843) الذي أصبح أستاذًا في القانون بجامعة إدنبرة وكاتب رئيسيّ في المحكمة.

## الحياة المبكِّرة والتعليم
ولد تشارلز بيل في إدنبرة في 12 نوفمبر 1774، وكان الابن الرابع للقس وليام بيل، وهو رجل دين في الكنيسة الأسقفيّة في اسكتلندا. توفي والد تشارلز في عام 1779 عندما كان يبلغ من العمر خمس سنوات، وبالتالي فإنّ والدته كان لها التأثير الأكبر على حياته المبكِّرة وتعليمه القراءة والكتابة. ساعدت والدته أيضًا بتنمية قدرة تشارلز الفنيّة الطبيعيّة من خلال دفع تكاليف دروس الرسم المنتظمة التي أخذها بيل عند الأستاذ والرسّام الإسكتلندي المعروف ديفيد ألان. نشأ تشارلز بيل في إدنبرة، ودرس في المدرسة الثانويّة المرموقة (1784-1888). بالرغم من أنّه لم يكن طالبًا متميزًا، ولكنّه قرّر أن يسير على خطى أخيه جون والدخول في مهنة الطبّ. التحق تشارلز بيل في عام 1792 بجامعة إدنبرة بصفته متدرِّبًا جراحيًّا وساعد أخاه جون هناك. حضر بيل أثناء تواجده في الجامعة محاضرات دوغالد ستيوارت حول موضوع الفلسفة الروحيّة. أثرت هذه المحاضرات على بيل بشكل كبير، الأمر الذي بدا واضحًا مستقبلًا إذ يمكن تتبع بعض تعاليم ستيوارت في أعمال بيل الأخيرة في مقاطع في كتابه عن اليد. درس بيل بالإضافة إلى الدروس في علم التشريح، دروسًا في فن الرسم من أجل صقل مهاراته الفنية. كان أثناء وجوده في الجامعة عضوًا في الجمعيّة الطبيّة الملكيّة بصفته طالبًا وتحدث في احتفالات الجمعيّة المئويّة في عام 1837.
تخرّج بيل من جامعة إدنبرة في عام 1798 وقُبل بعد فترة وجيزة في كلية الجرّاحين في إدنبرة حيث درس علم التشريح وعمل في مستشفى إدنبرة الملكيّ. أثناء تطوير مواهبه الجراحيّة، دخلت اهتمامات بيل في مجال يجمع بين علم التشريح والفن. برزت موهبته الفنيّة المتأصّلة عندما ساعد شقيقه على إكمال عمل من أربعة مجلدات بعنوان «تشريح جسم الإنسان». قام تشارلز بيل بكتابة وتوضيح المجلّدين 3 و 4 في عام 1803، وكذلك نشر مجموعة من الرسوم التوضيحيّة في نظام التشريح في 1798 و 1799. استخدم بيل تجربته السريريّة وعينه الفنيّة من أجل تطوير هواية نمذجة الحالات الطبيّة المثيرة للاهتمام باستخدام الشمع. وشرع في جمع مجموعة واسعة أطلق عليها اسم متحف التشريح، والذي لا يزال من الممكن رؤية بعض العناصر منه اليوم في قاعة الجرّاحين. لم تستمر إقامة تشارلز بيل في إدنبرة لفترة طويلة بسبب العداء الذي حدث بين جون بيل واثنين من أعضاء هيئة التّدريس في جامعة إدنبرة: ألكساندر مونرو سيكندوس وجون غريغوري. كان جون غريغوري رئيسًا للمستشفى الملكيّ وأعلن أنّه سيتعيّن ستّة فقط من العاملين الجرّاحيين المتفرّغين للعمل في المستوصف. لم يتمّ اختيار الإخوة «بيل» وبالتالي منعوا من ممارسة الطبّ في «المستشفى الملكي». حاول تشارلز بيل -الذي لم يكن مشاركًا بشكل مباشر في نزاعات أخيه- عقد صفقة مع هيئة التدّريس بجامعة إدنبرة من خلال تقديم مئة جنيه للجامعة بالإضافة لمتحف علم التشريح الخاصّ به مقابل السماح له بمراقبة ورسم العمليات التي تُجرى في المستشفى الملكيّ، ولكنّ الصفقة رُفضت.

## مسيرته الاحترافية
غادر تشارلز بيل في عام 1804 إلى لندن وأسّس نفسه في المدينة عام 1805 من خلال شراء منزل في شارع ليسيستر. درّس بيل الفصول في علم التشريح والجّراحة لطلاب الطبّ والأطباء والفنّانين من خلال منزله. كان بيل في عام 1809 من بين عدد من الجرّاحين المدنيّين الذين تطوّعوا عند حضور الآلاف من الجنود المصابين والجرحى الذين انسحبوا إلى كورونا، وتطوّع مرة أخرى بعد 6 سنوات من أجل مساعدة المرضى والجرحى في أعقاب معركة واترلو. لسوء الحظ، نجا رجل واحد فقط من بين 12 حالة بتر أجراها. بالإضافة إلى عمليات البتر الجراحية، كان بيل مفتونًا جدًا بإصابات «بندقية المسكيت أو كرات المسكيت»، ونشر رسالة بحثية في عام 1814 عن جروح الطلقات الناريّة. تُعرض عدد من الرسوم التوضيحيّة للجروح في قاعة الكليّة الملكيّة للجرّاحين في إدنبرة.
تزوّج تشارلز بيل من ماريون شو في عام 1811. واشترى -مستخدمًا أموالًا من مهر زوجته- حصّةً من مدرسة «غريت ويندميل ستريت أوف أناتومي» التي أسّسها عالم التّشريح وليام هانتر. نقل بيل ممارسته من منزله إلى مدرسة ويندميل ستريت سكول. درّس بيل الطلاب وأجرى أبحاثه الخاصّة في المدرسة حتى عام 1824. عُيّن بين عامي 1813-1814، عضوًا في كليّة الجرّاحين في لندن وجرّاحًا في مستشفى ميدلسكس.
عمل بيل -بالإضافة إلى مساعيه الداخليّة- أيضًا جرّاحًا عسكريًا، إذ قام بتسجيلات تفصيلية للإصابات العصبيّة في مستشفى هاسلار الملكيّ ووثق تجاربه الشهيرة في واترلو في عام 1815. كان يعمل لمدّة ثلاثة أيام وليال متتالية على الجنود الفرنسيّين في مستشفى جين ديريمي. كانت حالة الجنود الفرنسيّين سيئة للغاية، وبالتالي تُوّفي الكثير من مرضاه بعد فترة وجيزة من إجراء العمليات الجراحيّة لهم. انتقد الدكتور روبرت نوكس، الذي كان أحد مساعدي بيل الجراحيّين في بروكسل مهارات بيل الجراحيّة، إذ علّق بشكل سلبيّ على قدرات بيل الجراحيّة، (معدل الوفيّات من عمليات البتر التي أجراها بيل بلغت حوالي 90 ٪).
كان لبيل دورًا فعّالًا في إنشاء كلّية الطبّ بمستشفى ميدلسكس، وأصبح في عام 1824 أول أستاذ في علم التشريح والجراحة في كلية الجرّاحين في لندن. باع بيل في نفس العام مجموعته المكوّنة من أكثر من 3000 نموذجًا مصنوعًا من الشمع إلى الكلية الملكيّة للجرّاحين في إدنبرة مقابل 3000 جنيه إسترليني.
دُمجت مدرسة ويندميل ستريت للتّشريح في عام 1829 مع كلّية كينغز كوليدج الجديدة في لندن. دُعي بيل ليكون أوّل أستاذ في علم وظائف الأعضاء، وساعد في إنشاء كلّية الطب بجامعة لندن، وألقى الكلمة الافتتاحيّة عندما افتتحت رسميًا وساعد أيضًا في المساهمة في متطلبات برنامج الاعتماد الخاصّ بها. لم تدُم إقامة بيل في كلّية الطب لفترة طويلة واستقال من منصبه بسبب اختلاف الآراء مع أعضاء هيئة التّدريس. ألقى بيل محاضراتٍ سريريةً على مدار الأعوام السبعة التالية في مستشفى ميدلسكس، وقبل في عام 1835 استلام منصب رئيس الجراحة في جامعة إدنبرة بعد وفاة البروفيسور جون وليام تيرنر قبل الأوان.
كُرِّم باعتباره فارسًا بأمر ملكيّ في 1833.
تُوفي بيل في هالو بارك بالقرب من ورسستر في ميدلاندز، أثناء سفره من إدنبرة إلى لندن في عام 1842.
دُفن في هالو تشرش بالقرب من ووستر.

## التّكريمات والجوائز
عُيّن بيل زميلًا في الجمعيّة الملكيّة لإدنبرة في 8 يونيو 1807 بناءً على ترشيح روبرت جيمسون ووليام رايت وتوماس ماكينيت. شغل منصب مستشار في المستشفى الملكيّ بين عامي 1836-1839.
حصل على الزمالة في الجمعيّة الملكيّة بلندن في 16 نوفمبر 1826 وحصل على الميداليّة الذهبيّة للجمعيّة الملكيّة بناء على اكتشافاته العديدة في العلوم. كان بيل فارسًا إذ حصل على وسام غيلفيتش في هانوفر في عام 1831، وانتُخب عضوًا أجنبيًا في الأكاديميّة الملكيّة السويديّة للعلوم (مثل السير ريتشارد أوين).

## جوائز
حصل على جوائز منها:
- زميل في الجمعية الملكية
- قلادة ملكية.

## روابط خارجية
- تشارلز بيل على موقع الموسوعة البريطانية (الإنجليزية)
- تشارلز بيل على موقع إن إن دي بي (الإنجليزية)
- تشارلز بيل على موقع ديسكوغز (الإنجليزية)